# Buccinum cyaneum
Buccinum cyaneum is een soort in de klasse van de Gastropoda (Slakken).
Het dier komt uit het geslacht Buccinum en behoort tot de familie Buccinidae. Buccinum cyaneum werd in 1792 beschreven door Jean Guillaume Bruguière.